# Muzeum Groeninge
Muzeum Groeninge (nizozemsky Groeningemuseum) je galérie v belgických Bruggách, významná zejména svou sbírkou starého nizozemského umění („vlámští primitivové“). Původ sbírky je v Akademii krásných umění, založené roku 1716. Muzeum využívá dvě budovy: Hlavní budova muzea pochází z roku 1930 a byla rozšířena roku 1994; jsou zde stálé sbírky. Druhá budova (Arenthuis) je nedaleko a slouží dočasným výstavám.
Ve sbírce jsou ze starých mistrů burgundského okruhu zastoupeni například Jan van Eyck (Madona kanovníka Jorise van der Paeleho, 1434), Gerard David (Kambysův rozsudek, 1498) či dílna Hieronyma Bosche (Poslední soud, kolem 1500), Hans Memling, Hugo van der Goes, Rogier van der Weyden či Petrus Christus. Z 16. a 17. stol. jsou zde mimo jiné Joos van Cleve, Pieter Pourbus, Pieter Brueghel mladší, Jakob van Oost starší a Salomon Ruysdael. Z novější doby jsou zde především belgičtí malíři jako Joseph-Benoît Suvée, Joseph-Denis Odevaere, Paul Delvaux, René Magritte a Henry van de Velde.

## Galerie vybraných exponátů

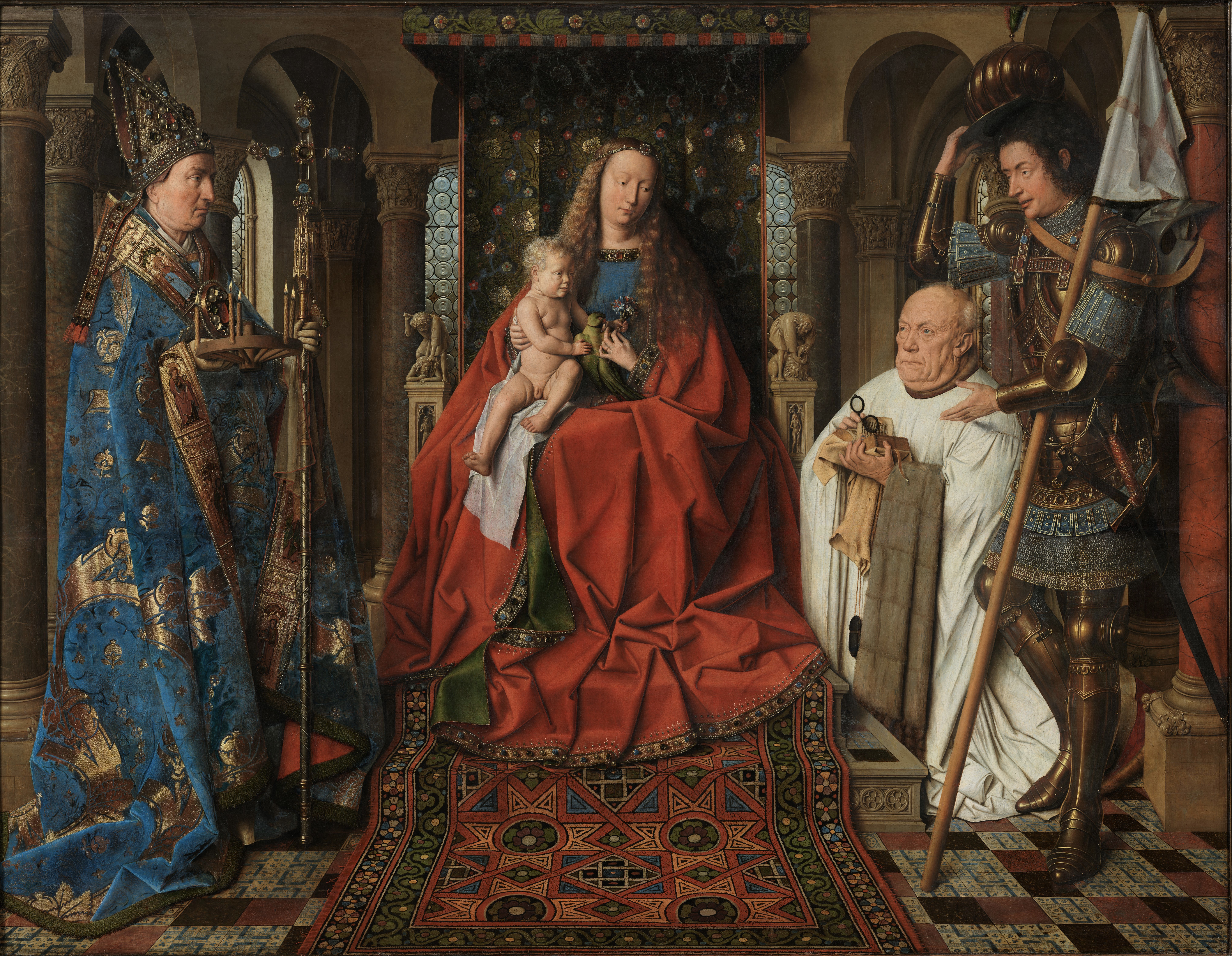
Jan van Eyck, Madona kanovníka Jorise van der Paeleho, 1434
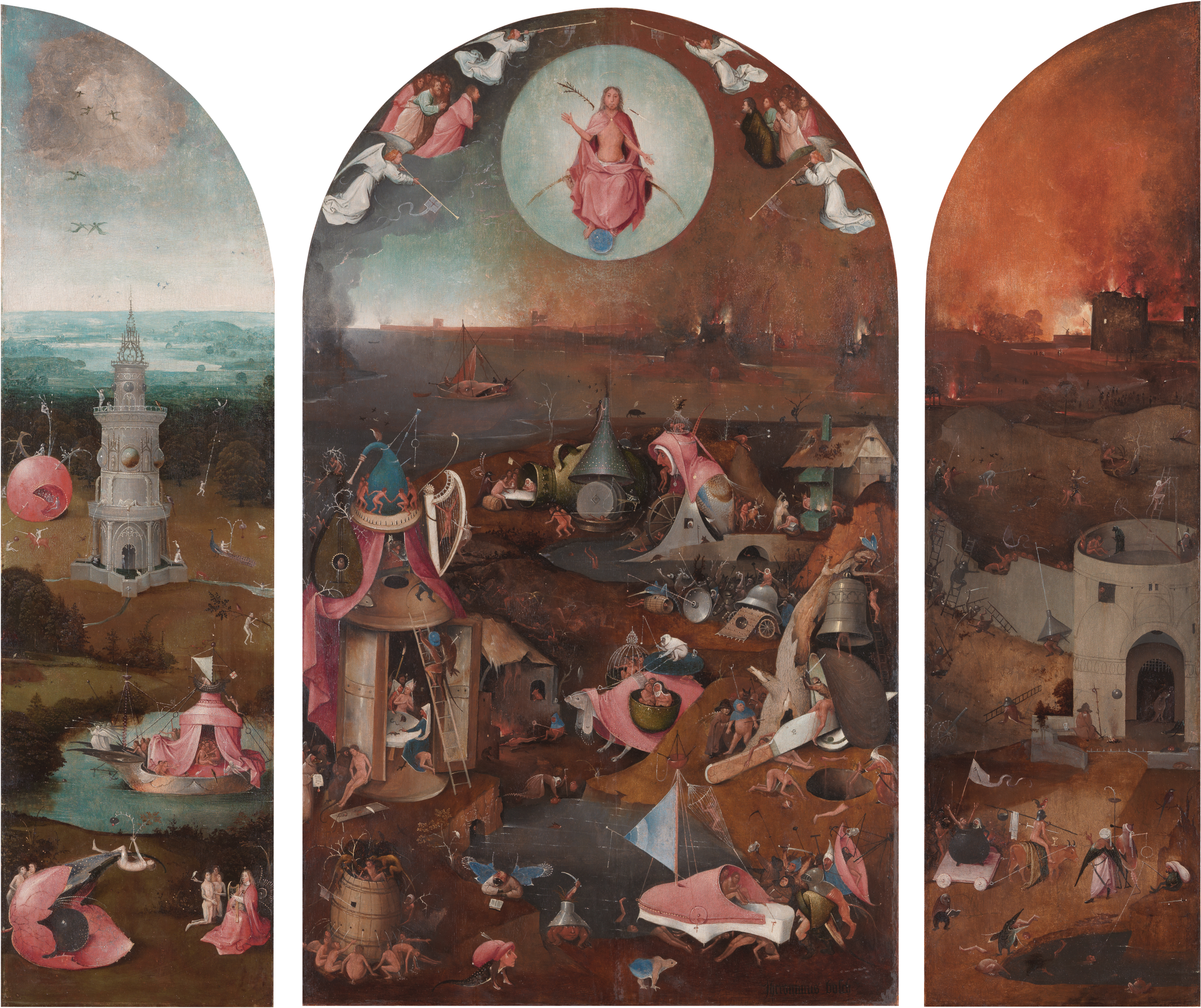
Dílna Hieronyma Bosche: Poslední soud, kolem 1500
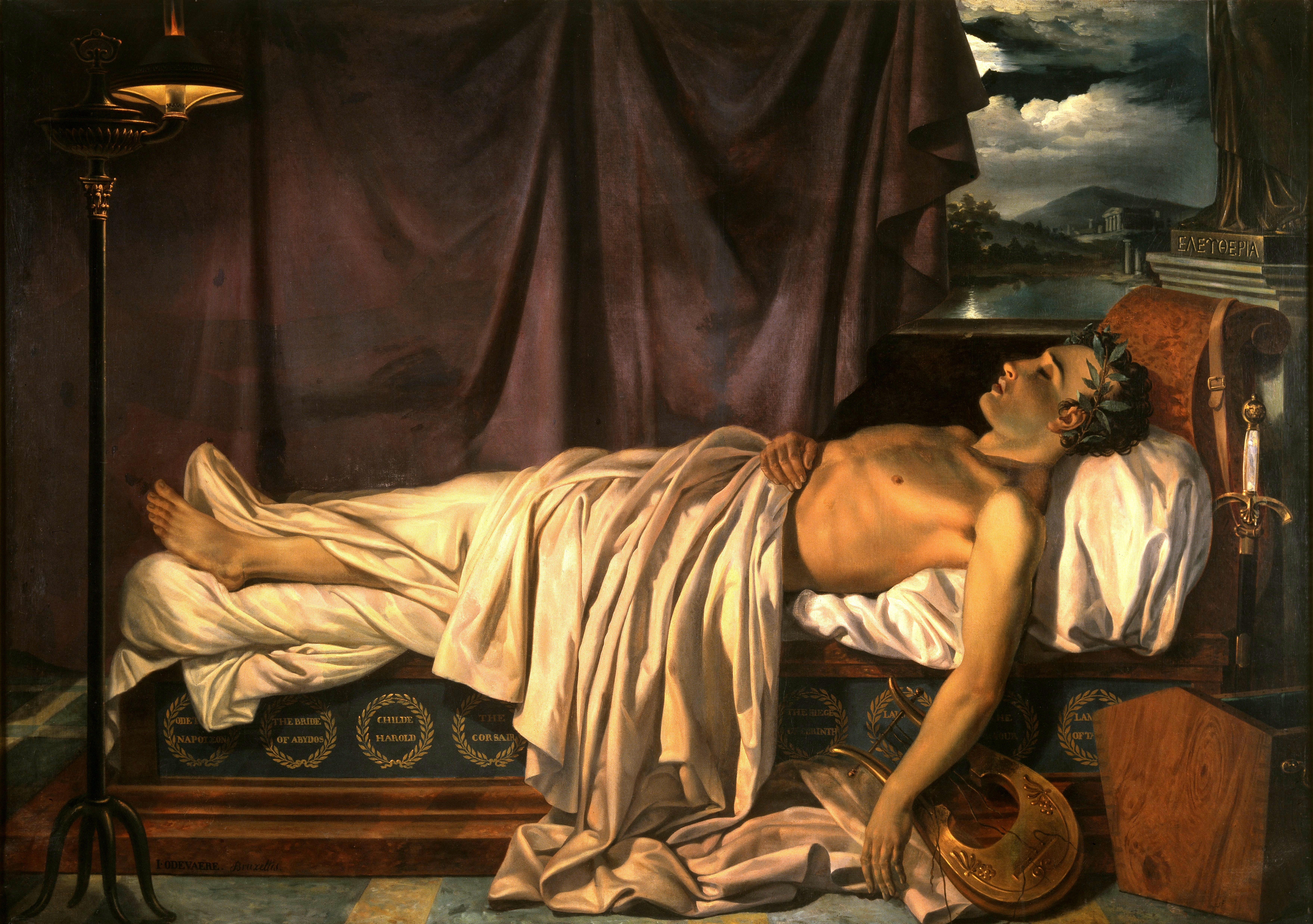
Joseph-Denis Odevaere: Lord Byron na smrtelné posteli